# Полісахариди
Полісахари́ди (або поліцукри́ди) або поліме́ри цукрі́в — складні високомолекулярні сполуки, які під каталітичним впливом кислот чи ферментів піддаються гідролізу з утворенням простіших полісахаридів, потім дисахаридів, багато (сотні і тисячі) молекул моносахаридів.

## Загальний опис
Полісахариди, що складаються із залишків моносахаридів одного виду, називаються гомополісахаридами, а ті полісахариди, що містять моносахариди двох і більше видів, які регулярно чи нерегулярно чергуються, називаються гетерополісахаридами.
Важливі представники полісахаридів — крохмаль і целюлоза. Їхні молекули побудовані з ланок — (С6Н10О5)n-, є залишками шестичленних циклічних форм молекул глюкози, що втратили молекулу води, тому склад крохмалю та целюлози виражається однією формулою (С6Н10О5)n. Різниця тільки в властивостях цих полісахаридів обумовлених просторовою ізомерією утворюючих їх моносахаридних молекул: крохмаль побудований із ланок α-, а целюлоза — β-форми глюкози.
Полісахариди поділяються на пентозани: крохмаль, інулін, декстрин, целюлоза тощо і гексозани (ксилан, арабан).
До полісахаридів також належать: пектини, геміцелюлоза (напівклітковина), лігнін, хітин та ін.
Мономерна ланка полісахариду - це моносахарид.
Полісахариди, які складаються з двох або й більше різних моносахаридних ланок. Пр., альгінові кислоти (головні структурні компоненти клітинних стінок бурих водоростей), мономерні ланки яких становлять залишки D-мануронової і L-гулуронової кислот, з'єднані 1→4 глікозидними зв'язками.